# 清須市立清洲東小学校
清須市立清洲東小学校（きよすしりつきよすひがししょうがっこう）は、愛知県清須市清洲にある公立小学校。

## 概要
- 校区は清洲（五条川左岸の地域）、西田中、朝日であり、公立中学校に進む場合は清須市立清洲中学校に進学する[1]。
- 学校が開校するかなり前の1948年までは付近に名鉄清洲線の清洲町駅が存在したという。

## 沿革
- 1980年（昭和55年）4月 - 清洲町立清洲小学校から分離し、清洲町立東小学校として開校する。
- 2005年（平成17年）7月7日 - 西春日井郡西枇杷島町、清洲町、新川町が合併し、清須市が発足。同時に清須市立清洲東小学校に改称する。

## 交通アクセス
- 名鉄名古屋本線新清洲駅下車、徒歩約10分。
- きよすあしがるバスサクラルート「アルコ清洲西」バス停より徒歩約3分。

## 周辺施設
- 清須市立清洲小学校
- 清洲城
- 清洲公園
- 清洲勤労福祉会館（通称：アルコ清洲）
- キリンビール名古屋工場
- 清洲桜醸造
- 名鉄名古屋本線新清洲駅